# Germania Est ai Giochi della XIX Olimpiade
La Germania Est partecipò ai Giochi della XIX Olimpiade che si sono svolti a Città del Messico dal 12 al 27 ottobre 1968, con una delegazione di 206 atleti impegnati in 18 discipline per un totale di 124 competizioni. Portabandiera fu Karin Balzer, campionessa uscente Tokyo 1964 negli 80 ostacoli, alla sua terza Olimpiade. Per la prima volta la Repubblica Democratica Tedesca presentò una propria delegazione ai Giochi Olimpici: in precedenza le due Germanie avevano infatti gareggiato insieme come Squadra Unificata Tedesca. Il bottino fu di nove medaglie d'oro, nove d'argento e sette di bronzo, che valsero il quinto posto nel medagliere complessivo. I maggiori successi furono conseguiti nel canottaggio dove la Germania Est fu l'unica nazione a vincere due medaglie d'oro. A livello individuale vanno segnalati i due titoli conseguiti dal nuotatore Roland Matthes nelle gare di dorso.

## Medagliere

### Per discipline
| Sport              | Oro | Argento | Bronzo | Totale |
| ------------------ | --- | ------- | ------ | ------ |
| Atletica leggera   | 2   | 3       | 1      | 6      |
| Nuoto              | 2   | 3       | 1      | 6      |
| Canottaggio        | 2   | 1       | 0      | 3      |
| Lotta greco-romana | 2   | 0       | 0      | 2      |
| Pugilato           | 1   | 0       | 0      | 1      |
| Ginnastica         | 0   | 2       | 2      | 4      |
| Tiro               | 0   | 0       | 2      | 2      |
| Vela               | 0   | 0       | 1      | 1      |
| Totale             | 9   | 9       | 7      | 25     |

### Medaglie
| Medaglia | Atleta                                                                                    | Sport              | Evento                                       |
| -------- | ----------------------------------------------------------------------------------------- | ------------------ | -------------------------------------------- |
| Oro      | Christoph Höhne                                                                           | Atletica leggera   | Marcia 50 km                                 |
| Oro      | Margitta Gummel                                                                           | Atletica leggera   | Getto del peso femminile                     |
| Oro      | Jörg Lucke Heinz-Jürgen Bothe                                                             | Canottaggio        | Due senza maschile                           |
| Oro      | Frank Forberger Dieter Grahn Frank Rühle Dieter Schubert                                  | Canottaggio        | Quattro senza maschile                       |
| Oro      | Rudolf Vesper                                                                             | Lotta greco-romana | Pesi welter                                  |
| Oro      | Lothar Metz                                                                               | Lotta greco-romana | Pesi medi                                    |
| Oro      | Roland Matthes                                                                            | Nuoto              | 100 metri dorso maschili                     |
| Oro      | Roland Matthes                                                                            | Nuoto              | 200 metri dorso maschili                     |
| Oro      | Manfred Wolke                                                                             | Pugilato           | Pesi welter                                  |
| Argento  | Klaus Beer                                                                                | Atletica leggera   | Salto in lungo maschile                      |
| Argento  | Lothar Milde                                                                              | Atletica leggera   | Lancio del disco maschile                    |
| Argento  | Marita Lange                                                                              | Atletica leggera   | Getto del peso femminile                     |
| Argento  | Peter Kremtz Roland Göhler Manfred Gelpke Klaus Jacob Tim. Dieter Semetzky                | Canottaggio        | Quattro con maschile                         |
| Argento  | Erika Zuchold                                                                             | Ginnastica         | Volteggio femminile                          |
| Argento  | Karin Janz                                                                                | Ginnastica         | Parallele asimmetriche                       |
| Argento  | Roland Matthes Egon Henninger Horst-Günter Gregor Frank Wiegand                           | Nuoto              | Staffetta 4x100 metri misti maschile         |
| Argento  | Helga Lindner                                                                             | Nuoto              | 200 metri farfalla femminili                 |
| Argento  | Gabriele Wetzko Roswitha Krause Uta Schmuck Gabriele Perthes                              | Nuoto              | Staffetta 4x100 metri stile libero femminile |
| Bronzo   | Wolfgang Nordwig                                                                          | Atletica leggera   | Salto con l'asta                             |
| Bronzo   | Gerhard Dietrich Günter Beier Klaus Köste Matthias Brehme Peter Weber Siegfried Fülle     | Ginnastica         | Concorso a squadre maschile                  |
| Bronzo   | Erika Zuchold Karin Janz Maritta Bauerschmidt Ute Starke Marianne Noack Magdalena Schmidt | Ginnastica         | Concorso a squadre femminile                 |
| Bronzo   | Sabine Steinbach                                                                          | Nuoto              | 400 metri misti femminili                    |
| Bronzo   | Harald Vollmar                                                                            | Tiro               | Pistola 50 metri                             |
| Bronzo   | Kurt Czekalla                                                                             | Tiro               | Fossa olimpica                               |
| Bronzo   | Paul Borowski Karl-Heinz Thun Konrad Weichert                                             | Vela               | Dragone                                      |

## Risultati

### Pallanuoto
| Atleta | Classifica |                         |
| --- | --- | ----------------------- |
| V · D · M Nazionale maschile tedesca orientale di pallanuoto · Giochi olimpici - Città del Messico 1968 Fehn • Schlenkrich • Thiel • Ballerstedt • Rund • Schüler • Kluge • Hermans • Herzog • Lange • Schmidt · CT : Rolf Bastel | 6° |                         |
| Nazionale maschile tedesca orientale di pallanuoto · Giochi olimpici - Città del Messico 1968 | |                         |
| Fehn • Schlenkrich • Thiel • Ballerstedt • Rund • Schüler • Kluge • Hermans • Herzog • Lange • Schmidt · CT: Rolf Bastel | Fehn • Schlenkrich • Thiel • Ballerstedt • Rund • Schüler • Kluge • Hermans • Herzog • Lange • Schmidt · CT: Rolf Bastel | Germania Est (bandiera) |